# Переменная типа R Северной Короны

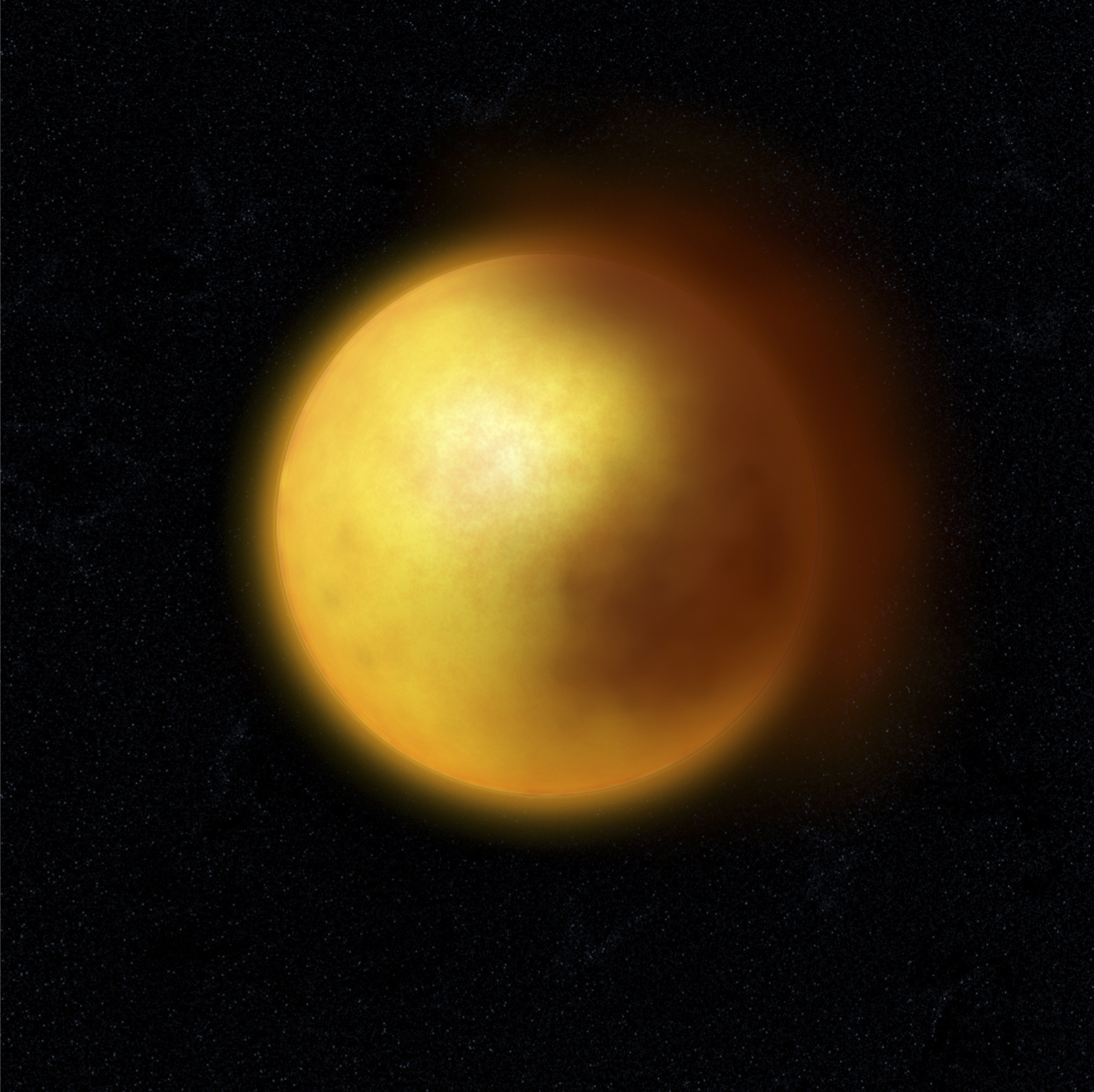
R Северной Короны в представлении художника

Переменные типа R Северной короны (R Coronae Borealis, сокращенно RCB или R CrB) — эруптивные переменные звёзды, которые изменяют светимость в двух режимах: пульсации низкой амплитуды (несколько десятых звёздной величины), и нерегулярные непредсказуемые внезапные падения блеска на 1—9m от среднего значения. Переменность прототипа — звезды R Северной Короны — была обнаружена английским астрономом-любителем Эдвардом Пиготтом в 1795 году, когда он первым зарегистрировал загадочное падение блеска звезды. С тех пор было открыто около 30 переменных типа R Северной короны, что делает этот класс звёзд очень редким.
Переменные типа R Северной короны — сверхгиганты спектрального класса F и G (условно называемые «жёлтые»), с типичными линиями поглощения C2 и CN, характерных для жёлтых сверхгигантов. В атмосферах RCB-звёзд  практически отсутствует водород, которого там 1 часть на 1000 и даже 1 часть на 1 000 000 частей гелия и других химических элементов, в то время как обычное соотношение водорода к гелию составляет примерно 3 к 1. RCB-звёзды, таким образом, вероятно, синтезируют углерод из гелия путём тройной гелиевой реакции.
Затухания яркости звезды вызваны конденсацией углерода в сажу, в результате чего светимость звезды в видимом диапазоне падает очень сильно, в то время как в инфракрасном диапазоне уменьшения светимости почти не происходит. Точные механизмы конденсации углерода; место конденсации (звездная атмосфера или где-то вне звезды); механизмы переноса в атмосферу звезды и выше; механизмы рассеивания — неизвестны. Были предложены различные теории для объяснения работы этих механизмов, но они не были окончательно подтверждены наблюдениями, так что причины внезапных падений яркости, и низкое содержание водорода, по-прежнему обсуждаются. Возможно, что эти звёзды имеют некоторые аналогии со звёздами Вольфа — Райе, экстремальными гелиевыми звёздами (EHe) и углеродными звёздами с недостатком водорода (HdC).

## Разнообразие звёзд RCB
Разные звёзды типа RCB значительно отличаются по спектру. Большинство звёзд с известным спектром — жёлтые сверхгиганты класса F либо G, или сравнительно холодные углеродные звёзды типа C-R. Однако три звезды являются голубыми звёздами спектрального класса B, например, VZ Стрельца, и одна — V482 Лебедя — красным гигантом спектрального класса M5III. У четырёх звёзд необычно слабые линии поглощения железа в спектре.
Также существует очень редкий подкласс переменных типа R Северной короны — переменные типа DY Персея. Это богатые углеродом звёзды, лежащие на асимптотической ветви гигантов, которые проявляют пульсационную переменность, характерную для АВГ-звёзд и нерегулярную переменность RCB-звёзд. RCB-звёзды — обычно жёлтые сверхгиганты, в то время как переменные типа DY Персея — гораздо более холодные красные гиганты

## Список звёзд типа R Северной короны
Этот список является неполным; вы можете помочь, исправив или дополнив его

| Обозначение       | Астрономические координаты (2000) | Первооткрыватель            | Видимая звёздная величина (Максимум) | Видимая звёздная величина (Минимум) | Диапазон изменения видимой величины | Спектральный класс | Прим.                                   |
| ----------------- | --------------------------------- | --------------------------- | ------------------------------------ | ----------------------------------- | ----------------------------------- | ------------------ | --------------------------------------- |
| UX Насоса         | 10ч 57м 9,05с −37° 23′ 55,00″     | Kilkenny & Westerhuys, 1990 | 11m.85                               | 18m.0                               | >6.15                               | C                  |                                         |
| U Водолея         | 22ч 03м 19,69с −16° 37′ 35,30″    |                             | 10m.8                                | 18m.2                               | 7.6                                 | C                  | возможно Объект Торна-Житков            |
| V Южной Короны    | 18ч 47м 32,32с −38° 09′ 32,30″    |                             | 9m.4                                 | 17m.9                               | 7.5                                 | C (R0)             |                                         |
| WX Южной Короны   | 18ч 08м 50,48с −37° 19′ 43,20″    |                             | 10m.25                               | 15m.2                               | >4.95                               | C (R5)             |                                         |
| R Северной Короны | 15ч 48м 34,40с +28° 09′ 24,00″    | Пиготт, 1795                | 5m.71                                | 14m.8                               | 9.09                                | G0Iep C            | Прототип                                |
| W Столовой Горы   | 05ч 26м 24,52с −71° 11′ 11,80″    | Лейтен В. Я., 1927          | 13m.4                                | 18m.3                               | >5.1                                | F8:Ip              | находится в Большом Магеллановом Облаке |
| RY Стрельца       | 19ч 16м 32,80с −33° 31′ 18,00″    | Марквик, 1893               | 5m.8                                 | 14m.0                               | 8.2                                 | G0Iaep             |                                         |
| SU Тельца         | 05ч 49м 3,73с +19° 04′ 21,80″     |                             | 9m1                                  | 16m.86                              | 7.76                                | G0-1Iep            |                                         |
| RS Телескопа      | 18ч 18м 51,23с −46° 32′ 53,40″    |                             | 9m.6                                 | 16m.5                               | 6.9                                 | C (R4)             |                                         |
| Z Малой Медведицы | 15ч 02м 1,48с +83° 03′ 48,70″     | Benson, Priscilla, 1994     | 10m.8                                | 19m.0                               | 8.2                                 | C                  |                                         |

## Физический механизм
Для объяснения формирования угольной пыли вблизи звёзд типа RCB были предложены две основные модели: первая предполагает, что пыль формируется на расстоянии 20 радиусов звезды от центра звезды, вторая предполагает, что пыль образуется в фотосфере звезды. Обоснованием первой теории является то, что температура конденсации углерода составляет 1 500 К, а фотосферная модель указывает, что быстрое снижение кривой блеска до минимума требует очень большого облака сажи, что было бы маловероятно, если бы оно формировалось так далеко от звезды. Альтернативная теория фотосферного накопления угольной пыли при температуре окружающей среды 4500-6500 K пытается объяснить конденсацию давлением ударных фронтов, которые были обнаружены в атмосфере RY Стрельца. Конденсирование углерода в пыль вызывается локальным охлаждением при расширении атмосфер.
Помимо глубоких провалов блеска, который связан с выбросом углерода, звезды типа RCB испытывают полуправильные изменения блеска в пределах до 1m с периодом до 150 суток. Это наводит на мысль, что звезды RCB могут быть генетически связаны с типом RV Тельца. Звёзды типа RV Тельца — жёлтые сверхгиганты спектрального класса от F до К с полуправильным изменением блеска, но амплитуда изменения блеска у RV Тельца выше — до 3m. Глубокие провалы блеска, обусловленные выбросом углерода в фотосферу звезды жёстко связаны с малыми полуправильными пульсациями. А именно: начало провала в блеске, (то есть выброс углерода) соответствует максимуму блеска при пульсации.
После выброса углерода в атмосферу звезды существенным образом изменяется её спектр. Если в максимуме блеска RCB имеет спектральный класс F8ep, то с выбросом углерода звезда значительно краснеет и тускнеет. Инфракрасные наблюдения показали, что распределение энергии в спектре звезды во время минимума соответствует двум максимумам, а значит имеется два источника излучения — сама звезда и её оболочка. Звезда излучает так же как прежде, но её коротковолновое излучение эффективно поглощается углеродом, который был выброшен в холодную оболочку. Оболочка резонансно/субрезонансно поглощает ультрафиолет и переизлучает его, дробя поглощённый квант в многочисленных линиях высоковозбуждённых состояний углерода, которые по энергии излучения принадлежат инфракрасному диапазону спектра. То есть механизм свечения оболочки такой же, как и у планетарных туманностей: там линия Лайман-альфа эффективно поглощается, а накопленная энергия выделяется в серии Бальмера.

## Будущее звёзд RCB
Звёзды в фазе RCB существуют, вероятно, недолго: может быть, порядка 1000 лет, о чём свидетельствует тот факт, что известно менее 50 таких звёзд. Их эволюционный статус является неопределённым, хотя существуют две основные теории: первая — модель двойного вырождения (Double Degenerate, DD-модель) и вторая — последних пульсаций гелиевой оболочки (Final Helium Shell Flash, FF-модель). Обе они связаны с расширением оболочки вокруг гелиевого ядра, которое собственно является готовым белым карликом, в фазе сверхгиганта. DD-модель предполагает слияние двух белых карликов, в то время как FF-модель предполагает, что один белый карлик расширяется до сверхгиганта при заключительной вспышке гелия. В любом случае RCB-звезда, сбросив свою оболочку, должна превратится в белый карлик, окружённый планетарной туманностью.